# Copa Mundial de Fútbol de 1970

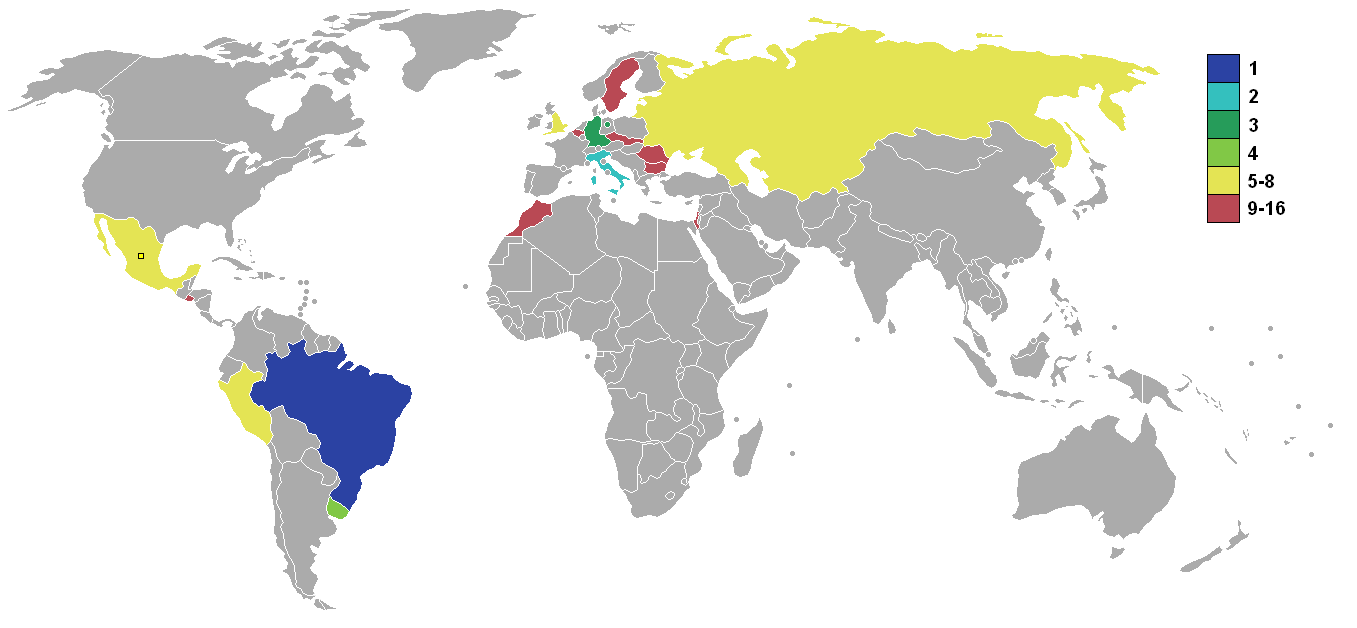
Mapa según los resultados de 1970.

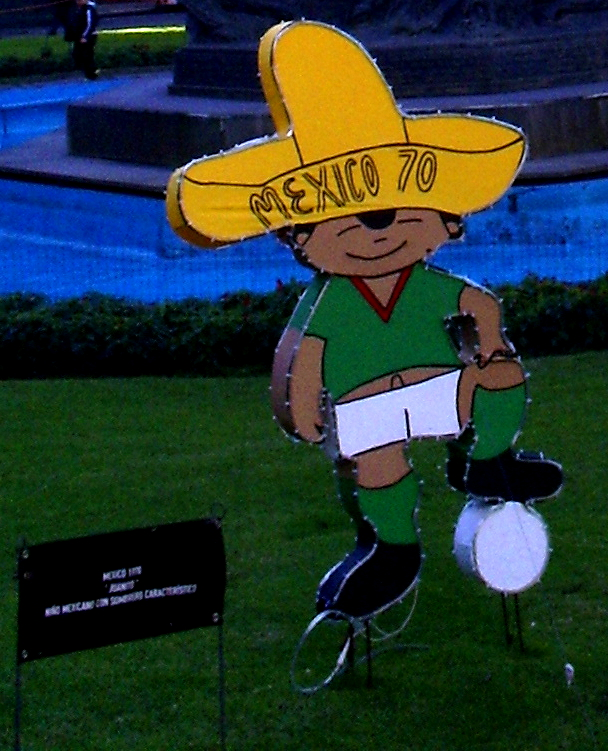
Reproducción de Juanito, la mascota del Mundial de Fútbol de 1970

La Copa Mundial de la FIFA México 1970 fue la novena edición de la Copa Mundial de Fútbol. Se celebró en México, entre el 31 de mayo y el 21 de junio. Un total de 16 selecciones nacionales participaron en la ronda final, reunidas en cuatro grupos de 4 equipos; luego los dos primeros de cada grupo avanzaron a la ronda de cuartos de final, a partir de la cual se dieron duelos de eliminación directa. Fue el primer mundial en donde se implementaron las tarjetas amarilla (amonestación) y roja (expulsión).
Este torneo es considerado por diversos expertos como uno de los mejores en la historia del fútbol, debido tanto a su juego limpio (no hubo expulsados en todo su desarrollo) como a los diversos planteles que asistieron con algunos de los mejores jugadores de este deporte, como Pelé y Franz Beckenbauer.
Durante los cuartos de final se dieron grandes exhibiciones futbolísticas: Uruguay venció a Unión Soviética con un gol en los minutos finales de la prórroga, Italia remontó el partido contra México con un categórico 4-1, Brasil venció 4-2 a Perú en un partido con un gran despliegue ofensivo de ambos bandos (49 tiros a puerta en total: 27 brasileños y 22 peruanos) y Alemania Federal remontó el partido ante la campeona defensora Inglaterra en la prórroga, luego de ir abajo por dos goles.
Los seleccionados de Alemania Federal, Brasil, Italia y Uruguay, todos campeones de torneos previos, llegaron a las semifinales. Además, Brasil, Italia y Uruguay habían obtenido anteriormente dos veces la copa, por lo que eran candidatos a obtenerla en propiedad en caso de coronarse campeones. Mientras Brasil derrotó a Uruguay por 3-1 en el Estadio Jalisco, Italia y la Alemania Federal se enfrentaron en el Estadio Azteca en uno de los partidos más memorables y, quizás, el mejor de la historia; después de los noventa minutos, ambos equipos estaban empatados a 1 gol, por lo que se disputó una prórroga que terminó con victoria italiana por 4-3. Este partido se conoce como el «partido del siglo».
En la final, Brasil derrotó a Italia por 4-1. Así, el equipo sudamericano se coronó por tercera vez en su historia como campeón del mundo, adjudicándose definitivamente la Copa Jules Rimet.

## Antecedentes
De acuerdo a los criterios de rotación continental, el torneo de 1970 debía ser organizado por un país americano, luego que en 1966 fuese realizado en Inglaterra. Por primera vez, México presentó una candidatura, mientras Argentina lo hizo por cuarta vez (previamente había intentado organizar los eventos de 1938, 1942 y 1962). Una gran controversia se había desatado durante el proceso de la candidatura debido a que México ya había sido elegido en 1963 sede de los Juegos Olímpicos de 1968. La FIFA y el Comité Olímpico Internacional analizaron si organizar dos eventos de dicha magnitud en un lapso de dos años no sería perjudicial para la organización de sus respectivas justas. Sin embargo, el máximo organismo del fútbol llegó a la conclusión de que la infraestructura que heredaría la XIX Olimpiada iba a ser benéfica para la organización del evento. Este hecho, aunado a que el comité organizador presentó a la FIFA la maqueta del Estadio Azteca —que ya se encontraba en construcción y dos años después estaría terminado—, junto con la mayor estabilidad política de México en ese momento, inclinaron la balanza a su favor.
Así, aun cuando los sudamericanos tenían una trayectoria futbolística mayor, México obtuvo 56 votos contra 32 de los platenses en la elección realizada en Tokio, el 8 de octubre de 1964. De este modo, México se convirtió en el primer país en organizar unos Juegos Olímpicos y una Copa Mundial de Fútbol de forma consecutiva.
75 equipos se inscribieron para las clasificatorias continentales, pero 5 se retiraron. Descontando los clasificados automáticos (México e Inglaterra, organizador y campeón defensor respectivamente), participaron 68 equipos, que disputaron 170 partidos y anotaron 542 goles.
A diferencia del torneo anterior, los equipos africanos recibieron por primera vez un cupo directo (Egipto se había clasificado en 1934 debido al retiro de sus contrincantes), que alcanzó Marruecos.
De igual forma, una plaza fue entregada al ganador de la clasificatoria de Asia y Oceanía, en la que participó de manera extraordinaria Rodesia, excluida de la Confederación Africana de Fútbol (CAF). Finalmente, Israel se clasificó tras vencer a Australia.
En Europa, Checoslovaquia eliminó en un partido definitorio a Hungría, campeón olímpico, mientras que Argentina no se clasificó luego de una importante derrota en La Paz ante Bolivia, más otra derrota en Lima ante Perú y un empate en el último partido contra Perú jugado en Buenos Aires. Esta fue una página amarga de la historia del fútbol argentino (su única ausencia después de fallar en las eliminatorias).

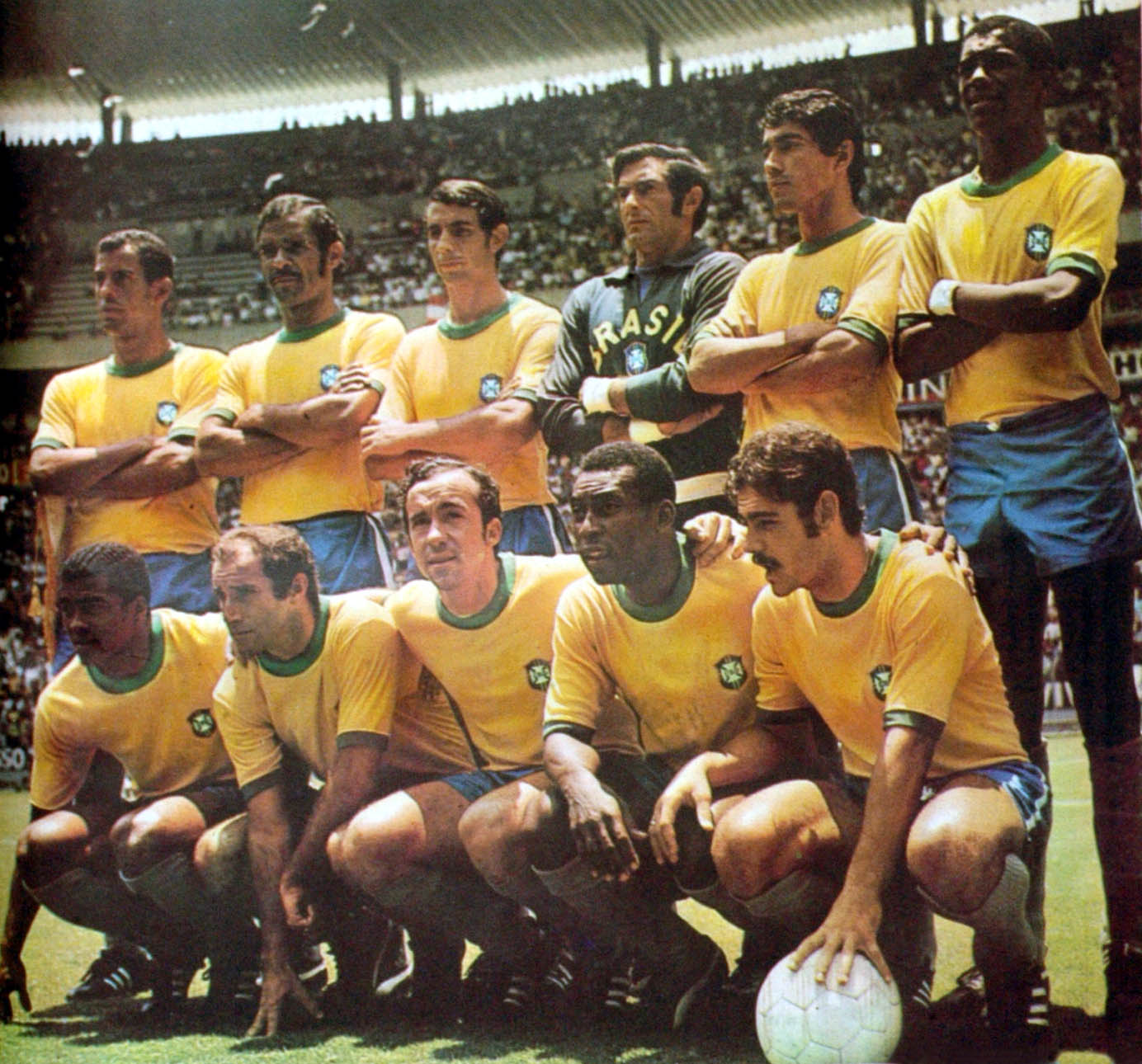
Alineación de Brasil: arriba, Carlos Alberto Torres, Brito, Piazza, Félix, Clodoaldo y Everaldo; abajo, Jairzinho, Gérson, Tostão, Pelé y Rivelino.

Sin embargo, quizás el hecho más recordado de estas clasificatorias fue la llamada «guerra del Fútbol». Honduras y El Salvador llevaban meses de tensión debido a diversas disputas de carácter económico, político, fronterizo y migratorio. Durante la segunda fase de la clasificatoria de la Concacaf, ambos países se debían enfrentar en partidos de ida y vuelta para definir qué equipo pasaba a la tercera fase. En el primer partido, disputado en Tegucigalpa el 8 de junio de 1969, el combinado local venció por 1-0. Pero en el encuentro de vuelta, celebrado el 15 de junio en San Salvador y terminado con victoria por 3-0 para los salvadoreños, la hinchada se descontroló. Doce hinchas hondureños habrían sido asesinados por la multitud local, mientras en Honduras los inmigrantes salvadoreños eran atacados. Ambos Gobiernos cerraron las fronteras y la tensión llegó a niveles límites, mientras la asociación de fútbol de Honduras presentaba reclamaciones a la FIFA acusando amenazas de muerte hacia sus jugadores. Un tercer partido disputado en Ciudad de México el día 26, en el Estadio Azteca, confirmó con una victoria por 3-2 la supremacía del conjunto salvadoreño, que, tras vencer en la fase final a Haití, obtuvo el pase a la fase final de la Copa Mundial. Sin embargo, la tensión entre ambos países creció con el correr de los días. El ejército salvadoreño invadió Honduras el 14 de julio de 1969. Al menos 2000 personas fallecieron durante el conflicto bélico, que terminó seis días después gracias a la mediación de la Organización de Estados Americanos.
En el terreno deportivo, Brasil era dirigido por el entrenador João Saldanha. Su particular personalidad y su conocida militancia comunista durante la dictadura militar en que se encontraba su país provocaron diversas polémicas en torno a su figura; destaca la que lo enfrentó con Pelé. Saldanha publicó en el periódico O Globo que Pelé sufría de miopía y una lesión en la cadera, lo que provocó la molestia del jugador y el posterior desmentido. Saldanha finalmente anunció que no convocaría al delantero para el torneo, pero el entrenador fue despedido de su puesto y fue reemplazado por Mário Zagallo, que repuso a Pelé en la nómina de jugadores.
Por primera vez, el torneo se transmitió por televisión en color y cámara lenta para algunas cadenas que tenían esta tecnología. Adidas fue auspiciador oficial y proveedor del primer balón diseñado especialmente para el evento: el Telstar, balón compuesto por 20 hexágonos blancos y 12 pentágonos negros, que reemplazaba a los tradicionales balones marrones de 18 gajos. El Telstar fue la base de la imagen tradicional actual de una pelota de fútbol.
Siguiendo la tradición impuesta en el mundial anterior, se creó una mascota. Esta vez fue un niño vestido con trajes tradicionales llamado Juanito y un águila llamada Pico.

## Sedes
| Ciudad de México       | Ciudad de México Guadalajara León Puebla Toluca | Guadalajara                      |
| Estadio Azteca (10)    | Ciudad de México Guadalajara León Puebla Toluca | Estadio Jalisco (8)              |
| Capacidad: 110 000     | Ciudad de México Guadalajara León Puebla Toluca | Capacidad: 56 000                |
|                        | Ciudad de México Guadalajara León Puebla Toluca |                                  |
| Puebla                 | León                                            | Toluca                           |
| Estadio Cuauhtémoc (3) | Estadio Nou Camp (7)                            | Estadio Luis Gutiérrez Dosal (4) |
| Capacidad: 36 000      | Capacidad: 30 000                               | Capacidad: 30 000                |
|                        |                                                 |                                  |

## Países participantes
En cursiva, los debutantes en la Copa Mundial de Fútbol. Para el proceso clasificatorio véase Clasificación para la Copa Mundial de Fútbol de 1970.
| Países participantes | Países participantes | Países participantes | Países participantes |
| -------------------- | -------------------- | -------------------- | -------------------- |
| Alemania Federal     | Checoslovaquia       | Italia               | Rumania              |
| Bélgica              | El Salvador          | Marruecos            | Suecia               |
| Brasil               | Inglaterra           | México               | Unión Soviética      |
| Bulgaria             | Israel               | Perú                 | Uruguay              |

### Sorteo
| Bombo 1: Europa I                                                     | Bombo 2: América                       | Bombo 3: Europa II                     | Bombo 4: Resto del Mundo             |
| --------------------------------------------------------------------- | -------------------------------------- | -------------------------------------- | ------------------------------------ |
| Inglaterra (Campeón defensor) Alemania Federal Italia Unión Soviética | Brasil México (Anfitrión) Perú Uruguay | Bélgica Bulgaria Checoslovaquia Suecia | El Salvador Israel Marruecos Rumania |

## Resultados

### Primera fase

#### Grupo 1
| Selección       | Pts. | PJ | PG | PE | PP | GF | GC | Dif. |
| --------------- | ---- | -- | -- | -- | -- | -- | -- | ---- |
| Unión Soviética | 5    | 3  | 2  | 1  | 0  | 6  | 1  | 5    |
| México          | 5    | 3  | 2  | 1  | 0  | 5  | 0  | 5    |
| Bélgica         | 2    | 3  | 1  | 0  | 2  | 4  | 5  | -1   |
| El Salvador     | 0    | 3  | 0  | 0  | 3  | 0  | 9  | -9   |

| 31 de mayo de 1970, 12:00 | México | 0:0     | Unión Soviética | Estadio Azteca, Ciudad de México                              |                                                               |
| |        | Reporte |                 | Asistencia: 107 160 espectadores Árbitro(s): Kurt Tschenscher | Asistencia: 107 160 espectadores Árbitro(s): Kurt Tschenscher |
| El soviético Ievgeni Lóvchev fue el primer jugador amonestado mediante una tarjeta amarilla y se produjo el primer cambio de jugadores: Anatoli Púzach reemplazó a su compañero Víktor Serébrianikov. |        |         |                 |                                                               |                                                               |

| 3 de junio de 1970, 16:00                 | Bélgica                                | 3:0 (1:0) | El Salvador | Estadio Azteca, Ciudad de México                             |                                                              |
|                                           | Van Moer 12', 54' · Lambert 79' (pen.) | Reporte   |             | Asistencia: 92 205 espectadores Árbitro(s): Andrei Rădulescu | Asistencia: 92 205 espectadores Árbitro(s): Andrei Rădulescu |
| Primera victoria de Bélgica en Mundiales. |                                        |           |             |                                                              |                                                              |

| 6 de junio de 1970, 16:00 | Unión Soviética                                    | 4:1 (1:0) | Bélgica     | Estadio Azteca, Ciudad de México                            |                                                             |
|                           | Býshovets 14', 63' · Asatiani 57' · Jmelnitski 76' | Reporte   | Lambert 86' | Asistencia: 95 261 espectadores Árbitro(s): Rudolf Scheurer | Asistencia: 95 261 espectadores Árbitro(s): Rudolf Scheurer |

| 7 de junio de 1970, 12:00 | México                                          | 4:0 (1:0) | El Salvador | Estadio Azteca, Ciudad de México                                |                                                                 |
|                           | Valdivia 45', 46' · Fragoso 58' · Basaguren 83' | Reporte   |             | Asistencia: 103 058 espectadores Árbitro(s): Aly Hussein Kandil | Asistencia: 103 058 espectadores Árbitro(s): Aly Hussein Kandil |

| 10 de junio de 1970, 16:00 | Unión Soviética    | 2:0 (0:0) | El Salvador | Estadio Azteca, Ciudad de México                                   |                                                                    |
|                            | Býshovets 51', 74' | Reporte   |             | Asistencia: 89 979 espectadores Árbitro(s): Rafael Hormazábal Díaz | Asistencia: 89 979 espectadores Árbitro(s): Rafael Hormazábal Díaz |

| 11 de junio de 1970, 16:00                                           | México          | 1:0 (1:0) | Bélgica | Estadio Azteca, Ciudad de México                                     |                                                                      |
|                                                                      | Peña 14' (pen.) | Reporte   |         | Asistencia: 108 192 espectadores Árbitro(s): Ángel Norberto Coerezza | Asistencia: 108 192 espectadores Árbitro(s): Ángel Norberto Coerezza |
| Primera clasificación de México a la fase final de una Copa Mundial. |                 |           |         |                                                                      |                                                                      |

#### Grupo 2
| Selección | Pts. | PJ | PG | PE | PP | GF | GC | Dif. |
| --------- | ---- | -- | -- | -- | -- | -- | -- | ---- |
| Italia    | 4    | 3  | 1  | 2  | 0  | 1  | 0  | 1    |
| Uruguay   | 3    | 3  | 1  | 1  | 1  | 2  | 1  | 1    |
| Suecia    | 3    | 3  | 1  | 1  | 1  | 2  | 2  | 0    |
| Israel    | 2    | 3  | 0  | 2  | 1  | 1  | 3  | -2   |

| 2 de junio de 1970, 16:00 | Uruguay                  | 2:0 (1:0) | Israel | Estadio Cuauhtémoc, Puebla                                  |                                                             |
|                           | Maneiro 23' · Mugica 50' | Reporte   |        | Asistencia: 20 654 espectadores Árbitro(s): Robert Davidson | Asistencia: 20 654 espectadores Árbitro(s): Robert Davidson |

| 3 de junio de 1970, 16:00 | Italia         | 1:0 (1:0) | Suecia | Estadio Luis Dosal, Toluca                              |                                                         |
|                           | Domenghini 10' | Reporte   |        | Asistencia: 13 433 espectadores Árbitro(s): Jack Taylor | Asistencia: 13 433 espectadores Árbitro(s): Jack Taylor |

| 6 de junio de 1970, 16:00 | Uruguay | 0:0     | Italia | Estadio Cuauhtémoc, Puebla                                |                                                           |
|                           |         | Reporte |        | Asistencia: 29 968 espectadores Árbitro(s): Rudi Glöckner | Asistencia: 29 968 espectadores Árbitro(s): Rudi Glöckner |

| 7 de junio de 1970, 12:00 | Suecia       | 1:1 (0:0) | Israel       | Estadio Luis Dosal, Toluca                                |                                                           |
|                           | Turesson 53' | Reporte   | Spielger 56' | Asistencia: 9624 espectadores Árbitro(s): Seyoum Tarekegn | Asistencia: 9624 espectadores Árbitro(s): Seyoum Tarekegn |

| 10 de junio de 1970, 16:00 | Suecia    | 1:0 (0:0) | Uruguay | Estadio Cuauhtémoc, Puebla                                 |                                                            |
|                            | Grahn 90' | Reporte   |         | Asistencia: 18 163 espectadores Árbitro(s): Henry Landauer | Asistencia: 18 163 espectadores Árbitro(s): Henry Landauer |

| 11 de junio de 1970, 16:00                                                                       | Italia | 0:0     | Israel | Estadio Luis Dosal, Toluca                                        |                                                                   |
|                                                                                                  |        | Reporte |        | Asistencia: 9890 espectadores Árbitro(s): Ayrton Vieira de Moraes | Asistencia: 9890 espectadores Árbitro(s): Ayrton Vieira de Moraes |
| Italia supera por primera vez la Fase de grupos, desde que se instauró como tal, en Brasil 1950. |        |         |        |                                                                   |                                                                   |

#### Grupo 3
| Selección      | Pts. | PJ | PG | PE | PP | GF | GC | Dif. |
| -------------- | ---- | -- | -- | -- | -- | -- | -- | ---- |
| Brasil         | 6    | 3  | 3  | 0  | 0  | 8  | 3  | 5    |
| Inglaterra     | 4    | 3  | 2  | 0  | 1  | 2  | 1  | 1    |
| Rumania        | 2    | 3  | 1  | 0  | 2  | 4  | 5  | -1   |
| Checoslovaquia | 0    | 3  | 0  | 0  | 3  | 2  | 7  | -5   |

| 2 de junio de 1970, 16:00 | Inglaterra | 1:0 (0:0) | Rumania | Estadio Jalisco, Guadalajara                             |                                                          |
|                           | Hurst 65'  | Reporte   |         | Asistencia: 95 261 espectadores Árbitro(s): Vital Loraux | Asistencia: 95 261 espectadores Árbitro(s): Vital Loraux |

| 3 de junio de 1970, 16:00 | Brasil                                       | 4:1 (1:1) | Checoslovaquia | Estadio Jalisco, Guadalajara                              |                                                           |
|                           | Rivelino 24' · Pelé 59' · Jairzinho 61', 83' | Reporte   | Petráš 11'     | Asistencia: 95 261 espectadores Árbitro(s): Ramón Barreto | Asistencia: 95 261 espectadores Árbitro(s): Ramón Barreto |

| 6 de junio de 1970, 16:00 | Rumania                           | 2:1 (0:1) | Checoslovaquia | Estadio Jalisco, Guadalajara                             |                                                          |
|                           | Neagu 52' · Dumitrache 75' (pen.) | Reporte   | Petráš 5'      | Asistencia: 56 818 espectadores Árbitro(s): Diego Di Leo | Asistencia: 56 818 espectadores Árbitro(s): Diego Di Leo |

| 7 de junio de 1970, 12:00 | Brasil        | 1:0 (0:0) | Inglaterra | Estadio Jalisco, Guadalajara                              |                                                           |
|                           | Jairzinho 59' | Reporte   |            | Asistencia: 66 834 espectadores Árbitro(s): Abraham Klein | Asistencia: 66 834 espectadores Árbitro(s): Abraham Klein |

| 10 de junio de 1970, 16:00 | Brasil                        | 3:2 (2:1) | Rumania                         | Estadio Jalisco, Guadalajara                                    |                                                                 |
|                            | Pelé 19', 67' · Jairzinho 22' | Reporte   | Dumitrache 34' · Dembrowski 84' | Asistencia: 50 804 espectadores Árbitro(s): Ferdinand Marschall | Asistencia: 50 804 espectadores Árbitro(s): Ferdinand Marschall |

| 11 de junio de 1970, 16:00 | Inglaterra        | 1:0 (0:0) | Checoslovaquia | Estadio Jalisco, Guadalajara                              |                                                           |
|                            | Clarke 50' (pen.) | Reporte   |                | Asistencia: 49 292 espectadores Árbitro(s): Roger Manchin | Asistencia: 49 292 espectadores Árbitro(s): Roger Manchin |

#### Grupo 4
| Selección        | Pts. | PJ | PG | PE | PP | GF | GC | Dif. |
| ---------------- | ---- | -- | -- | -- | -- | -- | -- | ---- |
| Alemania Federal | 6    | 3  | 3  | 0  | 0  | 10 | 4  | 6    |
| Perú             | 4    | 3  | 2  | 0  | 1  | 7  | 5  | 2    |
| Bulgaria         | 1    | 3  | 0  | 1  | 2  | 5  | 9  | -4   |
| Marruecos        | 1    | 3  | 0  | 1  | 2  | 2  | 6  | -4   |

| 2 de junio de 1970, 16:00              | Perú                                        | 3:2 (0:1) | Bulgaria                     | Estadio Nou Camp, León                                        |                                                               |
|                                        | Gallardo 50' · Chumpitaz 55' · Cubillas 73' | Reporte   | Dermendzhíev 13' · Bónev 49' | Asistencia: 13 765 espectadores Árbitro(s): Antonio Sbardella | Asistencia: 13 765 espectadores Árbitro(s): Antonio Sbardella |
| Primera victoria de Perú en Mundiales. |                                             |           |                              |                                                               |                                                               |

| 3 de junio de 1970, 16:00 | Alemania Federal        | 2:1 (0:1) | Marruecos | Estadio Nou Camp, León                                         |                                                                |
|                           | Seeler 56' · Müller 80' | Reporte   | Jarir 21' | Asistencia: 12 942 espectadores Árbitro(s): Laurens van Ravens | Asistencia: 12 942 espectadores Árbitro(s): Laurens van Ravens |

| 6 de junio de 1970, 16:00 | Perú                          | 3:0 (0:0) | Marruecos | Estadio Nou Camp, León                                     |                                                            |
|                           | Cubillas 65', 75' · Chale 67' | Reporte   |           | Asistencia: 13 537 espectadores Árbitro(s): Tofiq Bəhramov | Asistencia: 13 537 espectadores Árbitro(s): Tofiq Bəhramov |

| 7 de junio de 1970, 12:00 | Alemania Federal                               | 5:2 (2:1) | Bulgaria                  | Estadio Nou Camp, León                                       |                                                              |
|                           | Libuda 12' · Müller 27', 52', 88' · Seeler 70' | Reporte   | Nikodímov 12' · Kólev 89' | Asistencia: 12 710 espectadores Árbitro(s): José María Ortiz | Asistencia: 12 710 espectadores Árbitro(s): José María Ortiz |

| 10 de junio de 1970, 16:00 | Alemania Federal     | 3:1 (3:1) | Perú         | Estadio Nou Camp, León                                            |                                                                   |
|                            | Müller 19', 26', 39' | Reporte   | Cubillas 44' | Asistencia: 17 875 espectadores Árbitro(s): Abel Aguilar Elizalde | Asistencia: 17 875 espectadores Árbitro(s): Abel Aguilar Elizalde |

| 11 de junio de 1970, 16:00 | Bulgaria    | 1:1 (1:0) | Marruecos     | Estadio Nou Camp, León                                       |                                                              |
|                            | Zhéchev 40' | Reporte   | Ghazouani 61' | Asistencia: 12 299 espectadores Árbitro(s): Antonio Saldanha | Asistencia: 12 299 espectadores Árbitro(s): Antonio Saldanha |

### Segunda fase
|  | Cuartos de final               | Cuartos de final               |                                |   | Semifinales                  | Semifinales                  |  |  | Final | Final |
|  |                                |                                |                                |   |                              |                              |  |  |       |       |
|  | 14 de junio − Ciudad de México |                                |                                |   |                              |                              |  |  |       |       |
|  |                                |                                |                                |   |                              |                              |  |  |       |       |
|  | Unión Soviética                | 0                              |                                |   |                              |                              |  |  |       |       |
|  | Unión Soviética                | 0                              | 17 de junio − Guadalajara      |   |                              |                              |  |  |       |       |
|  | Uruguay (t.s.)                 | 1                              |                                |   |                              |                              |  |  |       |       |
|  | Uruguay (t.s.)                 | 1                              | Uruguay                        | 1 |                              |                              |  |  |       |       |
|  | 14 de junio − Guadalajara      |                                | Uruguay                        | 1 |                              |                              |  |  |       |       |
|  |                                | Brasil                         | 3                              |   |                              |                              |  |  |       |       |
|  | Brasil                         | Brasil                         | 3                              | 4 |                              |                              |  |  |       |       |
|  | Brasil                         |                                | 21 de junio − Ciudad de México | 4 |                              |                              |  |  |       |       |
|  | Perú                           | 2                              |                                |   |                              |                              |  |  |       |       |
|  | Perú                           | 2                              | Brasil                         | 4 |                              |                              |  |  |       |       |
|  | 14 de junio − Toluca           |                                | Brasil                         | 4 |                              |                              |  |  |       |       |
|  |                                | Italia                         | 1                              |   |                              |                              |  |  |       |       |
|  | Italia                         | Italia                         | 1                              | 4 |                              |                              |  |  |       |       |
|  | Italia                         | 17 de junio − Ciudad de México |                                | 4 |                              |                              |  |  |       |       |
|  | México                         | 1                              |                                |   |                              |                              |  |  |       |       |
|  | México                         | 1                              | Italia (t.s.)                  | 4 |                              |                              |  |  |       |       |
|  | 14 de junio − León             |                                | Italia (t.s.)                  | 4 |                              |                              |  |  |       |       |
|  |                                | Alemania Federal               | 3                              |   | Partido por el tercer puesto | Partido por el tercer puesto |  |  |       |       |
|  | Alemania Federal (t.s.)        | Alemania Federal               | 3                              | 3 | Partido por el tercer puesto | Partido por el tercer puesto |  |  |       |       |
|  | Alemania Federal (t.s.)        |                                | 20 de junio − Ciudad de México | 3 |                              |                              |  |  |       |       |
|  | Inglaterra                     | 2                              |                                |   |                              |                              |  |  |       |       |
|  | Inglaterra                     | 2                              | Uruguay                        | 0 |                              |                              |  |  |       |       |
|  |                                |                                |                                |   |                              |                              |  |  |       |       |
|  | Alemania Federal               | 1                              |                                |   |                              |                              |  |  |       |       |
|  | Alemania Federal               | 1                              |                                |   |                              |                              |  |  |       |       |

#### Cuartos de final
| 14 de junio de 1970, 12:00 | Uruguay        | 1:0 (0:0, 0:0) (t. s.) | Unión Soviética | Estadio Azteca, Ciudad de México                               |                                                                |
|                            | Espárrago 117' | Reporte                |                 | Asistencia: 26 086 espectadores Árbitro(s): Laurens van Ravens | Asistencia: 26 086 espectadores Árbitro(s): Laurens van Ravens |

| 14 de junio de 1970, 12:00 | Brasil                                         | 4:2 (2:1) | Perú                        | Estadio Jalisco, Guadalajara                             |                                                          |
|                            | Rivelino 11' · Tostão 15', 52' · Jairzinho 75' | Reporte   | Gallardo 28' · Cubillas 70' | Asistencia: 54 233 espectadores Árbitro(s): Vital Loraux | Asistencia: 54 233 espectadores Árbitro(s): Vital Loraux |

| 14 de junio de 1970, 12:00 | Alemania Federal                           | 3:2 (2:2, 0:1) (t. s.) | Inglaterra               | Estadio Nou Camp, León                                              |                                                                     |
|                            | Beckenbauer 68' · Seeler 82' · Müller 108' | Reporte                | Mullery 31' · Peters 49' | Asistencia: 23 357 espectadores Árbitro(s): Ángel Norberto Coerezza | Asistencia: 23 357 espectadores Árbitro(s): Ángel Norberto Coerezza |

| 14 de junio de 1970, 12:00 | Italia                                         | 4:1 (1:1) | México       | Estadio Luis Dosal, Toluca                                 |                                                            |
|                            | Guzmán 25' (a.g.) · Riva 63', 76' · Rivera 70' | Reporte   | González 13' | Asistencia: 26 851 espectadores Árbitro(s): Ruedi Scheurer | Asistencia: 26 851 espectadores Árbitro(s): Ruedi Scheurer |

#### Semifinales
| 17 de junio de 1970, 16:00 | Brasil                                       | 3:1 (1:1) | Uruguay     | Estadio Jalisco, Guadalajara                                 |                                                              |
|                            | Clodoaldo 44' · Jairzinho 76' · Rivelino 89' | Reporte   | Cubilla 19' | Asistencia: 51 261 espectadores Árbitro(s): José María Ortiz | Asistencia: 51 261 espectadores Árbitro(s): José María Ortiz |

| 17 de junio de 1970, 16:00                        | Italia                                                 | 4:3 (1:1, 1:0) (t. s.) | Alemania Federal                    | Estadio Azteca, Ciudad de México                             |                                                              |
|                                                   | Boninsegna 8' · Burgnich 98' · Riva 104' · Rivera 111' | Reporte                | Schnellinger 90' · Müller 94', 110' | Asistencia: 102 444 espectadores Árbitro(s): Arturo Yamasaki | Asistencia: 102 444 espectadores Árbitro(s): Arturo Yamasaki |
| Considerado por muchos como El Partido del Siglo. |                                                        |                        |                                     |                                                              |                                                              |

#### Tercer lugar
| 20 de junio de 1970, 16:00 | Alemania Federal | 1:0 (1:0) | Uruguay | Estadio Azteca, Ciudad de México                               |                                                                |
|                            | Overath 26'      | Reporte   |         | Asistencia: 104 403 espectadores Árbitro(s): Antonio Sbardella | Asistencia: 104 403 espectadores Árbitro(s): Antonio Sbardella |

| ALEMANIA FEDERAL                                                                     | URUGUAY                                                                               |
| ------------------------------------------------------------------------------------ | ------------------------------------------------------------------------------------- |
| 22 Horst Wolter                                                                      | 1 Ladislao Mazurkiewicz                                                               |
| 3 Karl-Heinz Schnellinger                                                            | 2 Atilio Ancheta                                                                      |
| 6 Wolfgang Weber                                                                     | 3 Roberto Matosas                                                                     |
| 7 Berti Vogts                                                                        | 5 Julio Montero Castillo                                                              |
| 11 Klaus Fichtel                                                                     | 6 Juan Mugica                                                                         |
| 15 Bernd Patzke                                                                      | 4 Luis Ubiña                                                                          |
| 12 Wolfgang Overath                                                                  | 10 Ildo Maneiro                                                                       |
| 9 Uwe Seeler                                                                         | 20 Julio César Cortés                                                                 |
| 10 Sigfried Held                                                                     | 7 Luis Cubilla                                                                        |
| 13 Gerd Müller                                                                       | 11 Julio César Morales                                                                |
| 14 Reinhard Libuda                                                                   | 15 Dagoberto Fontes                                                                   |
| DT Helmut Schön                                                                      | DT Juan E. Hohberg                                                                    |
| Cambios Max Lorenz (Karl-Heinz Schnellinger, 45') Hannes Löhr (Reinhard Libuda, 73') | Cambios Víctor Espárrago (Dagoberto Fontes, 45') Rodolfo Sandoval (Ildo Maneiro, 68') |
| Amonestados Hannes Löhr                                                              | Amonestados Julio Montero Castillo Luis Ubiña Dagoberto Fontes                        |

#### Final
| 21 de junio de 1970, 12:00 | Brasil                                                     | 4:1 (1:1) | Italia         | Estadio Azteca, Ciudad de México                           |                                                            |
| | Pelé 18' · Gerson 66' · Jairzinho 71' · Carlos Alberto 86' | Reporte   | Boninsegna 37' | Asistencia: 107 412 espectadores Árbitro(s): Rudi Glöckner | Asistencia: 107 412 espectadores Árbitro(s): Rudi Glöckner |
| Brasil es el tercer país en ganar todos los partidos que disputó. Jairzinho es el tercer jugador en anotar en todos los partidos que disputó. Pelé es el primero y hasta el momento el único en ganar tres mundiales como jugador, y fue el segundo en anotar en dos finales de Mundiales. |                                                            |           |                |                                                            |                                                            |

|                            |
|                            |
| Campeón Brasil 3.er título |

#### Dibujo táctico del campeón
| Félix Brito Piazza Carlos Alberto Clodoaldo Everaldo Jairzinho Gerson Rivelino Pelé Tostao |

## Goleadores
| Jugador           | Selección        | Goles |
| ----------------- | ---------------- | ----- |
| Gerd Müller       | Alemania Federal | 10    |
| Jairzinho         | Brasil           | 7     |
| Teófilo Cubillas  | Perú             | 5     |
| Anatoly Bishovets | Unión Soviética  | 4     |
| Pelé              | Brasil           | 4     |
| Rivelino          | Brasil           | 3     |
| Luigi Riva        | Italia           | 3     |
| Uwe Seeler        | Alemania Federal | 3     |

### Balón de Oro
El Balón de Oro se otorga al mejor jugador de la competición, quien es escogido por un grupo técnico de FIFA basándose en las actuaciones a lo largo de la competencia. Para la evaluación son tomados en cuenta varios aspectos, como las capacidades ofensivas y defensivas, los goles anotados, las asistencias a gol, el liderazgo para con su equipo, el comportamiento del jugador y la instancia a donde llegue su equipo. El segundo mejor jugador se lleva el Balón de Plata y el tercero, el Balón de Bronce. En esta edición el ganador del Balón de Oro fue el alemán Gerd Müller, el Balón de Plata fue para el brasileño Jairzinho y el Balón de Bronce, al peruano Teófilo Cubillas.
| Premio          |  | Jugador          | Selección        |
| --------------- |  | ---------------- | ---------------- |
| Balón de Oro    |  | Gerd Müller      | Alemania Federal |
| Balón de Plata  |  | Jairzinho        | Brasil           |
| Balón de Bronce |  | Teófilo Cubillas | Perú             |

## Premios y distinciones individuales
| Premio                        |  | Jugador          | Selección        |
| ----------------------------- |  | ---------------- | ---------------- |
| Bota de Oro                   |  | Gerd Müller      | Alemania Federal |
| Premio al Mejor Jugador Joven |  | Teófilo Cubillas | Perú             |
| Premio al Fair Play           |  | (Perú)           | Perú             |

## Estadísticas finales
| Equipo | Equipo           | Pts | PJ | PG | PE | PP | GF | GC | Dif | Rend   |
| ------ | ---------------- | --- | -- | -- | -- | -- | -- | -- | --- | ------ |
| 1      | Brasil           | 12  | 6  | 6  | 0  | 0  | 19 | 7  | 12  | 100 %  |
| 2      | Italia           | 8   | 6  | 3  | 2  | 1  | 10 | 8  | 2   | 66.7 % |
| 3      | Alemania Federal | 10  | 6  | 5  | 0  | 1  | 17 | 10 | 7   | 83.3 % |
| 4      | Uruguay          | 5   | 6  | 2  | 1  | 3  | 4  | 5  | -1  | 50 %   |
| 5      | Unión Soviética  | 5   | 4  | 2  | 1  | 1  | 6  | 2  | 4   | 62.5 % |
| 6      | México           | 5   | 4  | 2  | 1  | 1  | 6  | 4  | 2   | 62.5 % |
| 7      | Perú             | 4   | 4  | 2  | 0  | 2  | 9  | 9  | 0   | 50 %   |
| 8      | Inglaterra       | 4   | 4  | 2  | 0  | 2  | 4  | 4  | 0   | 50 %   |
| 9      | Suecia           | 3   | 3  | 1  | 1  | 1  | 2  | 2  | 0   | 50 %   |
| 10     | Bélgica          | 2   | 3  | 1  | 0  | 2  | 4  | 5  | -1  | 33.3 % |
| 10     | Rumania          | 2   | 3  | 1  | 0  | 2  | 4  | 5  | -1  | 33.3 % |
| 12     | Israel           | 2   | 3  | 0  | 2  | 1  | 1  | 3  | -2  | 33.3 % |
| 13     | Bulgaria         | 1   | 3  | 0  | 1  | 2  | 5  | 9  | -4  | 16.6 % |
| 14     | Marruecos        | 1   | 3  | 0  | 1  | 2  | 2  | 6  | -4  | 16.6 % |
| 15     | Checoslovaquia   | 0   | 3  | 0  | 0  | 3  | 2  | 7  | -5  | 0 %    |
| 16     | El Salvador      | 0   | 3  | 0  | 0  | 3  | 0  | 9  | -9  | 0 %    |